# 第二次廣昌戰鬥
廣昌戰鬥發生於1934年4月9－28日，地點則是在中國江西廣昌。是國共內戰前期主要戰鬥之一。該戰鬥交戰一方為中華民國國民革命軍，另一方則為中國共產黨所領導之中國工農紅軍。戰鬥末了，雙方僵持，互有嚴重傷亡。